# Prius und Posterius
Prius und Posterius sind in der Metaphysik des Aristoteles ein zusammengehöriges Paar, mit der deutschen Bedeutung Vorausgehendes und Nachkommendes, Abgeleitetes. Bezug ist dabei ein natürlicher oder angenommener Bezugspunkt.